# La Madelaine-sous-Montreuil
La Madelaine-sous-Montreuil – miejscowość i gmina we Francji, w regionie Hauts-de-France, w departamencie Pas-de-Calais.
Według danych na rok 1990 gminę zamieszkiwało 147 osób, a gęstość zaludnienia wynosiła 60 osób/km² (wśród 1549 gmin regionu Nord-Pas-de-Calais La Madelaine-sous-Montreuil plasuje się na 1061. miejscu pod względem liczby ludności, natomiast pod względem powierzchni na miejscu 879.).